# Disco
Disco je glazbeni žanr plesne glazbe te izravan nasljednik philladelphijskog i newyorškog soula i funky groovea s početka sedamdesetih. Kao zaseban žanr svoje korijene vuče iz newyorških gay klubova krajem šezdesetih. Kao prethodnik svih plesnih žanrova osamdesetih i devedesetih, disco je imao podjednaku popularnost u diskotekama i plesnim klubovima kao i među producentima koji su žanru dali pečat mnogo više nego izvođači i autori. Zajedničkim protivljenjem protiv dominacije rock glazbe, veliki utjecaj na žanr imale su crnačke homoseksualne skupine i latinoamerički heteroseksualci. Disco je također pobudio interes i kod ženske populacije te se na kraju proširio na nekoliko vrlo uspješnih sastava tog vremena.
Nadahnuta ikonografija blještavila i kiča poput afro frizure, disco kugle, cipela s visokom petom i hlača na trapezu, također je bila jedna od glavnih pratilja toga žanra.

## Razvoj stila
Svoje korijene disco vuče iz Francuske tijekom četrdesetih godina. Prilikom Drugog svjetskog rata i okupacije Francuske, nacisti su zabranili sviranje i plesanje uz glazbu koja je zvučala američki. Izraz diskoteka dobiva šire značenje kada pripadnici francuskog pokreta otpora potajno slušaju jazz glazbu u improviziranim, mračnim barovima u podrumima. Ovakvi novi klubovi i barovi francuskog podzemlja postali su vrlo popularni pod teškom okupacijom Nijemaca, a u njih se moglo uči samo preko veze, šifre, statusa ili ugleda. Jazz ploče dolazile su raznim izvorima preko oceana i sve više su zamijenjivale žive glazbenike, a novi klubovi počeli su se nazivati discotheque (što na francuskom znači knjižica i ploča). Nakon završetka rata crni glazbenici se vraćaju u domovinu, jazz se nanovo slobodno izvodi, a klubovi i noćni barovi postaju veći i popularniji.
U to vrijeme američki disc jockeyji koji su do tada samo najavljivali glazbu i čitali reklame, počinju s vlastitim odabirom pjesama i miksanjem ploča. Jedan od njih je Francis Grasso koji je u noćnim okupljalištima počeo zadržavati ritam na način da je glazba neprestano tekla, a ljubitelji plesa mogli su se zabavljati duže i žešće. Neke su bitne glazbene inovacije stigle u isto vrijeme kad i disco, a DJ-i su također potaknuli nastajanje 12 inčnog remiks izdanja, koji je bio temeljni format klupske disco glazbe. Do sredine sedamdesetih u New York Cityu bilo je više od 100 noćnih klubova u kojima se izvodio disco zvuk. Definicija za disco glazbu odnosila se na sva događanja na plesnom podiju. Hip hop skladba "Rapper's Delight" od sastava Sugarhill Gang ili "Heart Of Glass" od Blondie, postale su dio disco žanra, a pojedini su se izvođači preko noći prebacili na taj stil glazbe. Album s glazbom iz filma Groznica subotnje večeri, bio je najprodavaniji album filmske glazbe u povijesti jer je prodano više od 25 milijuna primjeraka.

### Utjecaj soula i plesa
Utjecaj soula na disco najviše se odražavao na uključivanje orkestralnih žičanih ili limenih glazbala. Neki od osnovnih sastojaka mogu se dodati i bubblegumu u kojemu je disco našao svojeg logičnog nastavljača. Orijentiran na plesne podije, bubblegum je početkom sedamdesetih serijom uspješnica ("Jingle, Jangle", "Yummy, Yummy, Yummy", "Indian Giver", "Candida" i drugih), predvidio "pumpanje" nadolazećeg plesnog ritma. U svojim produkcijama talijanski producent Giorgio Moroder uveo je hi-NRG, europski utjecaj u klasičnim skladbama kao što su "Love To Love You Baby" i "I Feel Love" od Donne Summer. Dj-i uveliko doprinose svojim obradama i miksevima, a jedna od najzaslužnijih iz tog vremena je amerikanac Tom Moulton. Pojavljivanje 12 inčnog vinila rezultiralo je objavljivanjem klasika poput "Love Is The Message", "Never Can Say Goodbye", "Ring My Bell", "Disco Inferno" i "Funky Town", uključujući i izvođače među kojima su američka pjevačica Gloria Gaynor, studijski sastavi MFSB i Lipps Inc., Sister Sledge, Ottawan, Gamble & Huff, The O'Jays i The Temptations.
Članovi sastav Chic, Nile Rodgers i Bernard Edwards, nadahnuti jednim događajem kada nisu bili pušteni u klub slavnih osoba pod nazivom Studio 54, iste su večeri napisali jednu od najtrajnijih disco skladbi koja se u početku zvala "Fuck Off, a kasnije promijenjena u "Le Freak". Krajem sedamdesetih disco je dominirao na većini američkih top ljestvica, industrija je zarađivala milijarde, a 1978. godine u Sjedinjenim Državama bilo je više od 20.000 noćnih klubova.
Međutim, popularnost disco glazbe ubrzo je pala i žanr izlazi iz trenda. U tome je djelomice pomogao američki radio voditelj Steve Dahl, kada je na utakmici Detroit Tigersa u Comiskey Parku pozvao protivnike disca da razbiju ploče tog žanra. Disco postaje nekakav oblik pop glazbe i blaga verzija crnačke funk glazbe (ali bez crnaca i funka). Dotad je punk rock već postao novi rock and roll, a disco se vratio svojim gay korijenima postavivši temelje za nadolazeće dance žanrove. Ipak zahvaljujući mainstreamu pop produkcije ostaje popularan sve do danas kao neizbježan dodatak brojnih inačica plesne glazbe.

## Tipični izvođači
Među vodećim izvođačima disco žanra bili su Donna Summer, sastav Bee Gees s nekoliko albuma, američka pjevačica Gloria Gaynor sa svojim uspješnicama "I Will Survive" (#1, 1979.), "Never Can Say Goodbye" (#9, 1974.), "Let Me Know (I Have a Right)" (#42, 1980.)i "I Am What I Am" (#82, 1983.), sastav Chic s pjesmama "Dance, Dance, Dance (Yowsah, Yowsah, Yowsah)" (1977.), "Everybody Dance" (1977.), "Le Freak" (1978.), "I Want Your Love" (1978.), "Good Times" (1979.) i "My Forbidden Lover" (1979.), DJ-i Francis Grasso i David Mancuso, studijski orkestar MFSB, američki ženski sastav Sister Sledge i tipični disco sastav Village People. Među producentima ključnu ulogu odigrao je Talijan Giorgio Moroder, koji je utemeljio eurodisco i bio tvorac brojnih uspješnica.

## Vanjske poveznice
- Disco music - informacije o disco glazbi
- Disco Savvy - kronološki popis disco pjesama